# Yagi Yoshinori
Yagi Yoshinori (jap. 八木 義徳; * 21. Oktober 1911 in Muroran, Präfektur Hokkaidō; † 9. November 1999) war ein japanischer Schriftsteller und seit 1989 Mitglied der Japanischen Akademie der Künste.

## Leben
Yagi besuchte die Mittelschule in seiner Heimatstadt Muroran und schrieb sich dann an der Kaiserlichen Universität Hokkaidō für Fischereiwesen ein, verließ die Universität jedoch vorzeitig und ohne Abschluss. Im Anschluss schrieb er sich zunächst im „Zweiten Waseda-Oberstufenkolleg“ (第二早稲田高等学院) ein und studierte darauf französische Literatur an der Waseda-Universität. Während der Zeit am Oberstufenkolleg gab er mit Nakamura Hachirō, Tsuji Ryōichi und Tada Yūkei die Zeitschrift Mokushi (黙示) heraus, an der Universität beteiligte er sich an der Waseda Bungaku. Er ist fasziniert von Arishima Takeo und Dostojewski, studiert bei Yokomitsu Riichi und gibt 1937 ein erstes Werk unter dem Titel Azarashi (海豹) heraus. 1944 erhält er neben Obi Jūzō für sein Werk Ryūkanfū (劉廣福) den renommierten Akutagawa-Preis.

## Auszeichnungen
- 1978 Yomiuri-Literaturpreis für Kazamatsuri (風祭)
- 1988 Kaiserlicher Preis der Akademie der Künste
- 1990 Kikuchi-Kan-Preis

## Werke (Auswahl)
Bislang ist keines seiner Werke ins Deutsche übersetzt worden. 
- 1946 Boshi chingon (母子鎮魂)
- 1948 Watashi no Sonya (私のソーニャ)
- 1976 Kazamatsuri (風祭)